# Liburnascincus coensis
Liburnascincus coensis — вид сцинкоподібних ящірок родини сцинкових (Scincidae). Ендемік Австралії.

## Поширення і екологія
Liburnascincus coensis мешкають на сході півострова Кейп-Йорк в штаті Квінсленд. Вони живуть серед валунів і скель на берегах річок, серед тропічних лісів і рідколісь.